# Viðskiptablaðið
La revue Viðskiptablaðið (en français le journal des affaires) est un hebdomadaire islandais consacré au commerce et à l'économie publié par la maison d'édition Myllusetur ehf.

## Histoire
Le journal, fondé en 1994, sortait à l'origine chaque mercredi. À partir de janvier 2004, une édition du vendredi lui fut ajoutée, puis deux autres, le mardi et le jeudi, à partir de février 2007, totalisant ainsi quatre éditions par semaine. À cette époque, le magazine appartenait à une filiale d'Exista mais, après sa vente à Myllusetur, les nouveaux propriétaires le firent revenir à une formule hebdomadaire en décembre 2008. Le rédacteur en chef actuel est Trausti Hafliðason.
Une édition spéciale, Fiskifréttir, est dédiée au secteur de la pêche. Elle est actuellement constituée d'une revue sœur ainsi que d'un supplément à Viðskiptablaðið, alors que son contenu était publié à l'origine dans un magazine indépendant fondé en 1983. Son rédacteur en chef est Guðjón Einarsson.

## Propriétaires
Myllusetur ehf. appartient à Petur Árni Jónsson, qui détient une participation de 67% dans la société PÁJ Invest ehf., et Svein B. Jónsson, qui détient une participation de 33% dans la société SBJ Invest. 